# (2990) Trimberger
(2990) Trimberger es un asteroide perteneciente al cinturón de asteroides, descubierto el 2 de marzo de 1981 por Schelte John Bus desde el Observatorio de Siding Spring, Nueva Gales del Sur, Australia.

## Designación y nombre
Designado provisionalmente como 1981 EN27. Fue nombrado Trimberger en honor al astrónomo estadounidense Stephen M. Trimberger.